# Хайруллин, Мухамед Хильмиевич
Мухамед Хильмиевич Хайруллин (род. 1951) — российский учёный, специалист в области подземной гидромеханики, термогидродинамических исследований скважин и пластов, разработки нефтегазовых месторождений, лауреат премии имени И. М. Губкина (2012).

## Награды и премии
- заслуженный деятель науки Республики Татарстан (1998)
- лауреат премии имени И. М. Губкина (2012)
- лауреат Государственной премии Республики Татарстан в области науки и техники (2016)

## Научные труды
- Хайруллин М.Х., Хисамов Р.С., Шамсиев М.Н., Фархуллин Р.Г. Интерпретация результатов гидродинамических исследований скважин методами регуляризации. М.-Ижевск: НИЦ «Регулярная и хаотическая динамика»; Ин-т компьютерных исследований, 2006. – 172 с.
- Хайруллин М.Х., Хисамов Р.С., Шамсиев М.Н., Бадертдинова Е.Р. Гидродинамические методы исследования вертикальных скважин с трещиной гидроразрыва пласта. М.-Ижевск: Ин-т компьютерных исследований, 2012. – 84 с.
- Хайруллин М.Х. О решении обратных задач подземной гидромеханики с помощью регуляризирующих по А.Н.Тихонову алгоритмов // Ж. вычисл. матем. и матем. физики, Т.26. №5. 1986. С.780-783.
- Хайруллин М.Х. О регуляризации обратной коэффициентной задачи нестационарной фильтрации // ДАН СССР. 1988. Т. 299. №5. С. 1108-1111.
- Хайpуллин М.Х. О pешении обpатных коэффициентных задач фильтpации многослойных пластов методом pегуляpизации // ДАН РАН. 1996. Т.347. №1. С.103-105.
- Хайруллин М.Х., Бадертдинова Е.Р., Хайруллин Р.М. Оценка фильтрационных свойств нефтяного пласта по результатам термогидродинамических исследований горизонтальных скважин // ПМТФ, 2020. Т.61. №6. С. 29-34.